# Lac Sai
Le lac Sai (西湖, Saiko, littéralement « lac de l'ouest ») est l'un des cinq lacs qui longent le mont Fuji, dans la préfecture de Yamanashi.

## Formation
Le Sai-ko a été formé en même temps que les lacs Shoji et Motosu il y a 1 200 ans, lors d'une éruption du mont Fuji, dont les coulées de lave ont comblé un grand lac existant, le divisant en trois petits. De ce fait, ils sont tous trois reliés par des galeries souterraines, leur permettant de toujours garder le même niveau d'eau à 900 m d'altitude.
Il est entouré de forêts denses, la forêt d'Aokigahara bordant la rive occidentale du lac depuis des siècles.

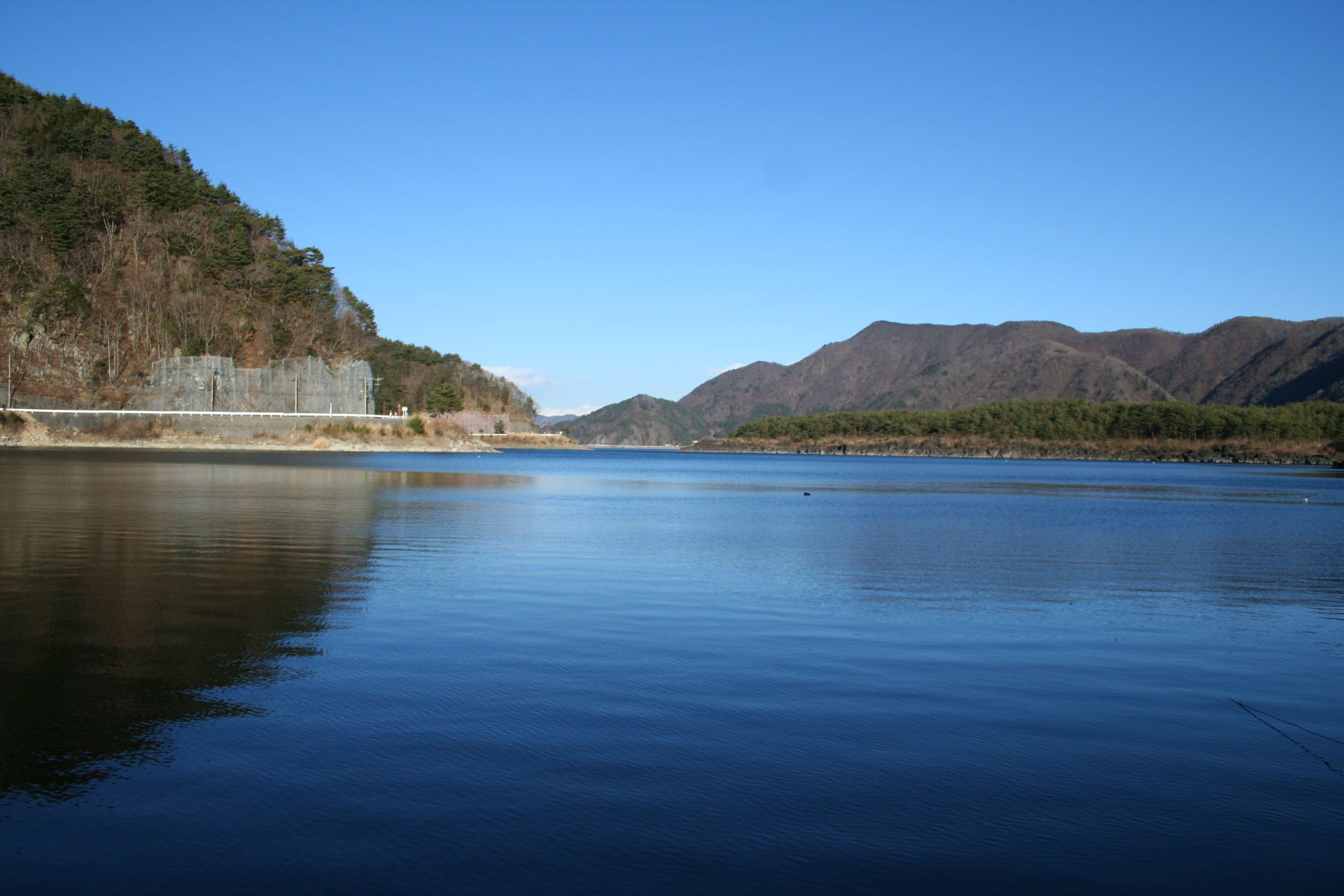
Lac Saiko vu de l'ouest.
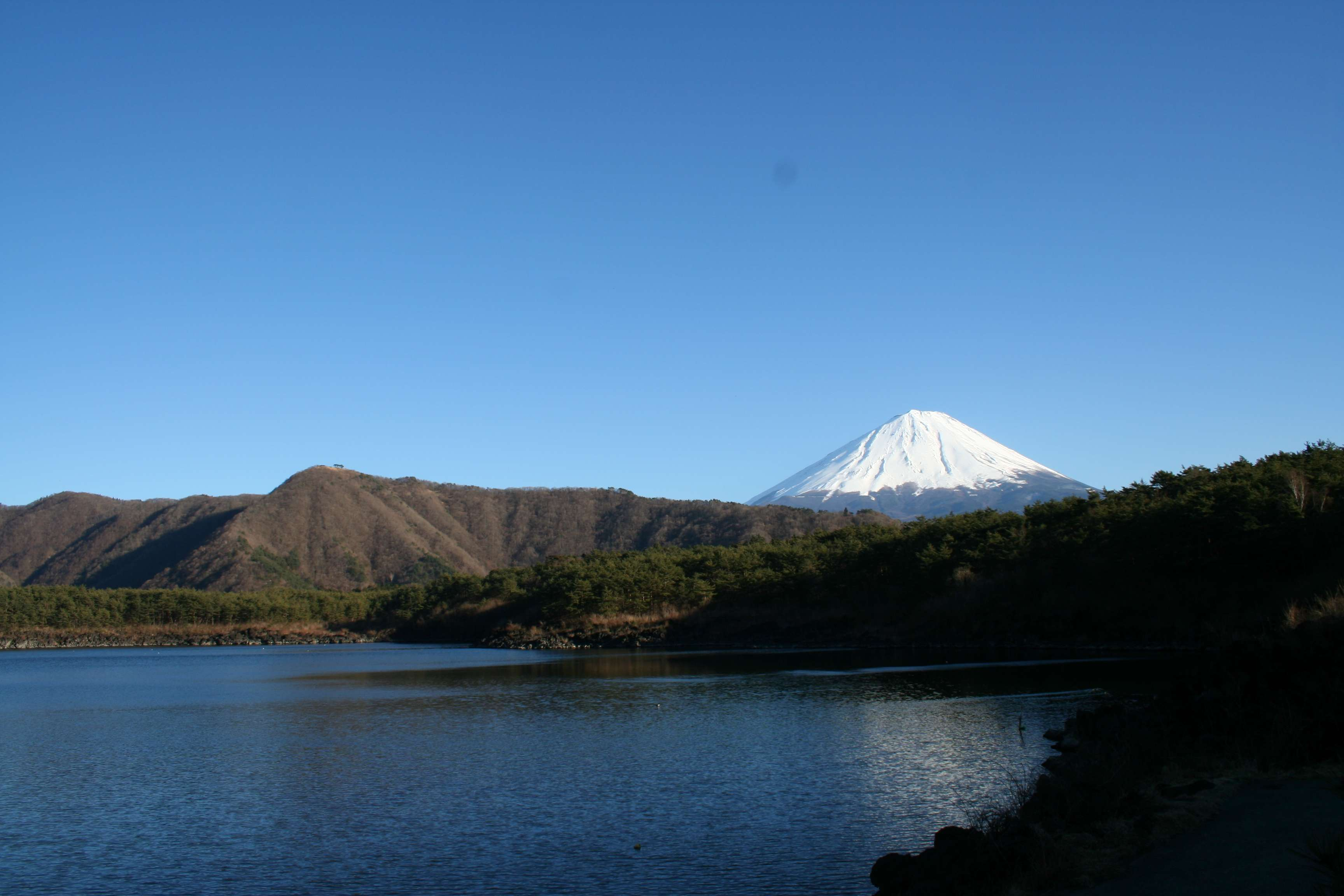
Lac Sai avec le mont Fuji dans le lointain.

## Activités
On y trouve de nombreux terrains de camping.

## Faune
En 1935, 100 000 œufs de poisson kunimasu (国鱒, oncorhynchus nerka kawamurae), espèce endémique du lac Tazawa en voie d'extinction sont introduits dans les lacs Sai et Motosu. L'introduction semble échouer et l'espèce disparait dans les années 1940 à la suite d'une pollution due à la construction d'une centrale électrique et au drainage acide des onsen autour du lac Tazawa. Cependant, en 2010, des spécimens sont retrouvés vivants au lac Sai.